# El Campanario, Santo Domingo Petapa
El Campanario är en ort i Mexiko.   Den ligger i kommunen Santo Domingo Petapa och delstaten Oaxaca, i den sydöstra delen av landet, 500 km sydost om huvudstaden Mexico City. El Campanario ligger 337 meter över havet och antalet invånare är 118.
Terrängen runt El Campanario är huvudsakligen lite bergig. El Campanario ligger nere i en dal. Runt El Campanario är det ganska glesbefolkat, med 34 invånare per kvadratkilometer. Närmaste större samhälle är Matías Romero, 19,6 km nordost om El Campanario. I omgivningarna runt El Campanario växer huvudsakligen savannskog.